# Heteronyx chlorotica
Heteronyx chlorotica är en skalbaggsart som beskrevs av Gyllenhall 1817. Heteronyx chlorotica ingår i släktet Heteronyx och familjen Melolonthidae. Inga underarter finns listade i Catalogue of Life.